# Janet Evanovich

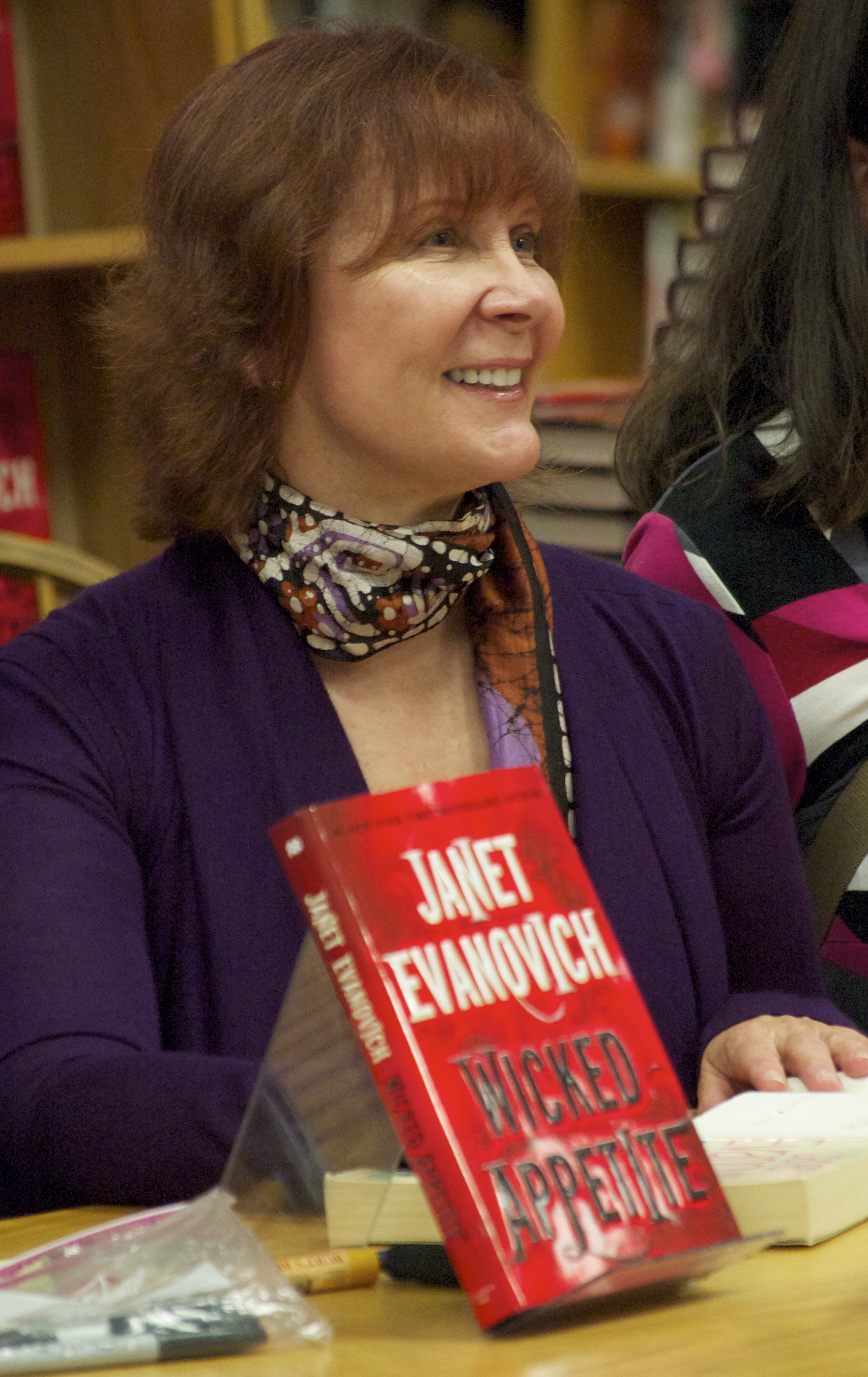
Janet Evanovich

Janet Evanovich (South River, 22 de Abril de 1943) é uma escritora norte-americana. Ela é mais conhecida como a criadora da personagem Stephanie Plum, uma compradora de lingeries em uma loja de departamentos de Trenton, Nova Jersey, que perde seu emprego e torna-se uma caçadora de recompensas. Os livros desta série alcançaram grande sucesso e figuraram no topo de diversas listas de mais vendidos (como as do jornal norte-americano The New York Times).

## Biografia
Janet Evanovich  nasceu em South River, Nova Jersey nos Estados Unidos. Após estudar na Faculdade Douglass, (parte da Universidade Rutgers), Janet Evanovich decide tornar-se escritora, enviando diversos manuscritos para editores e recebendo inúmeras recusas. Cansada das cartas de rejeição, ela juntou tudo em uma caixa de papelão e incendiou-a. Retornou então para seu emprego de secretária, desiludida, e recebe então uma ligação telefônica de um editor interessado no livro Hero At Large, uma novela romântica, pouco lembrada na atualidade. Após doze livros escritos no mesmo estilo, ela resolve mudar e dedicar-se à novelas policiais.
Janet criou personagens carismáticas, como a impagável Grandma Mazur. Suas histórias são um completo sucesso.
A escritora vive atualmente em New Hampshire com seu marido, Pete.  Seu filho, Peter, gerencia seus negócios financeiros, enquanto sua filha, Alex, cuida do site pessoal da escritora.

## Adaptações Para o Cinema
One For The Money ('Como Agarrar Meu Ex-Namorado', no Brasil) foi adaptado para o cinema e foi lançado em julho de 2011. O filme tem direção de Julie Anne Robinson, roteiro de Liz Brixius e Karen McCullah Lutz. No elenco, Katherine Heigl é Stephanie Plum, Jason O'Mara é Joe Morelli e Daniel Sunjata é Ranger.

### Série Stephanie Plum
- Um Dinheiro Nada Fácil - no original, One For the Money (1994)
- Duas Vidas Por Um Fio - no original, Two For the Dough (1996)
- Três para Acertar - no original, Three to Get Deadly (1997)
- Quatro Para Marcar - no original, Four to Score  (1998)
- High Five (1999)
- Hot Six (2000)
- Seven Up (2001)
- Hard Eight (2002)
- To the Nines (2003)
- Ten Big Ones (2004)
- Eleven on Top (2005)
- Twelve Sharp (2006)
- Lean Mean Thirteen (2007)
- Fearless Fourteen (2008)
- Finger Lickin' Fifteen (2009)
- Quente ou Fria, no original,  Sizzling Sixteen (2010)
- Fogo Alto - no original,  Smokin' Seventeen (2011)
- Pura Dinamite - no original, Explosive Eighteen (2011)
- Notorious Nineteen (2012)
- Takedown Twenty (2013)
- Top Secret Twenty-One (2014)
- Tricky Twenty-Two (2015)
- Turbo Twenty-Three (2016)
- Hardcore Twenty-Four (2017)
- Look Alive Twenty-Five (2018)
- Twisted Twenty-Six (2019)
- Fortune & Glory Tantalizing Twenty-Seven (2020)
- Game On: Tempting Twenty-Eight (2021)

### Between-The-Numbers
(Romances curtos publicados entre os lançamentos dos chamados 'livros numerados' da Série Stephanie Plum)
- Visions of Sugar Plums (2003)
- Plum Lovin (2007)
- Plum Lucky (2008)
- Plum Spooky (2009)

### Série Alexandra Barnaby
- Metro Girl  (2004)
- Motor Mouth (2006)
- Troublemaker - Vol. 1 e 2 (graphic novel, considerada pela autora o terceiro livro da série - 2010)

### Série Diesel & Tucker
(Spin-off da série Stephanie Plum, mais exatamente dos livros "Between-the-numbers", apresentando Diesel e uma nova personagem, Elizabeth Tucker.)
- Wicked Appetite  (2010)
- Wicked Business (2012)
- Wicked Charms (2015) (com Phoef Sutton)

### Série Full
(escritos com Charlotte Hughes)
- Full House (1989) (Re-escrito em 2002)
- Full Tilt (2003)
- Full Speed (2003)
- Full Blast (2004)
- Full Bloom (2005)
- Full Scoop (2006)

### Série Fox & O'Hare
0.1 The Caper (2018) (com Lee Goldberg)
0.2 Pros and Cons (2013) (com Lee Goldberg)
1 The Heist (2013) (com Lee Goldberg)
1.1 The Shell Game (2015) (com Lee Goldberg)
2 The Chase (2014) (com Lee Goldberg)
3 The Job (2014) (com Lee Goldberg)
4 The Scam (2015) (com Lee Goldberg)
5 The Pursuit (2016) (com Lee Goldberg)
6 The Big Kahuna (2019) (com Peter Evanovich)
7 The Bounty (2021) (com Steve Hamilton

### Livros isolados
(alguns originalmente escritos sob o pseudônimo de Steffie Hall)
- Hero at Large (1987)
- Thanksgiving (1988)
- The Grand Finale (1988)
- Wife for Hire (1988) -
- Foul Play (1989)
- Manhunt (1988)
- Ivan Takes a Wife (1988), (depois publicado como Love Overboard (2005)
- Back to the Bedroom (1989)
- Smitten (1990)
- Rocky Road to Romance (1991)
- Naughty Neighbor (1992)
- Hot Stuff (2007) (com Leanne Banks)
- Love in a Nutshell (2012) (com Dorien Kelly)
- The Husband List (2013) (com Dorien Kelly)

### Não-Ficção
- How I write (2006)

### Série Stephanie Plum
- A Caçadora de Recompensas (One For The Money) (1998) - Ed. Objetiva (Fora de Catálogo)
- Um Dinheiro Nada Fácil (One For The Money) (2008) - Ed. Rocco
- Duas Vidas Por Um Fio (Two For The Dough) (2010) - Ed. Rocco

### Série Alexandra Barnaby
- Garota Metro Sexy (Metro Girl) (2007) - Ed. Rocco
- Pista Perigosa (Motor Mouth) (2009) - Ed. Rocco